# THE SAKURA
THE SAKURA（ザ・サクラ）は、日本のロックバンド。

## 経歴
1988年、東京で結成。
1989年10月14日、「三宅裕司のいかすバンド天国」に出場、ベスト・ボーカル賞（石井）、ベスト・プレイヤー賞（坪田）を独占。楽曲は「恋の迷路」
1991年、元オフコースのドラマー、大間ジローを音楽プロデューサーに迎え、プラッツよりメジャー・デビュー。

## メンバー
- 石井勝司（ボーカル・作詞・作曲）
- 合谷羊生（ボーカル・編曲）
- 坪田隆治（ギター・編曲）
- 小池正行（ベース・編曲）
- 梅崎勝之（ドラム・編曲）

## ディスコグラフィー

### シングル
- 「夢うつつ」C/W:チャイニーズティック（1991年2月1日、プラッツ）

### アルバム
- 『桜』（1991年3月21日、プラッツ）
  1. 春〜オーヴァーチェア
  2. 桜
  3. 夢うつつ
  4. 1990
  5. この雨があがれば
  6. 恋の迷路
  7. 僕のジュリエット
  8. 9時5時
  9. ファニーフェイス
  10. 飛鳥
  11. 通り雨

### オムニバス・アルバム
- KOSHIEN OF DREAM 〜夢のかたち〜（1991年6月21日、プラッツ）
  - only a way 〜君のもとへとつなぐ道

### 映像作品
- いか天「完全」完奏版 1989 10,11合併号（1989年、BAND STOCK）
  - 恋の迷路」収録